# Masterpiece (пісня Мадонни)
«Masterpiece» (укр. Шедевр) — пісня американської співачки Мадонни, написана у 2011 році  як саундтрек до її фільму Ми. Віримо у кохання. 15 січня 2012 року  завоювала премію Золотий глобус у номінації «Найкраща пісня». Пізніше ввійшла до нового альбому MDNA і вийшла як промосингл на радіо Великої Британії 3 квітня 2012 року.
Перелік синглів Мадонни